# Desert Patrol Vehicle

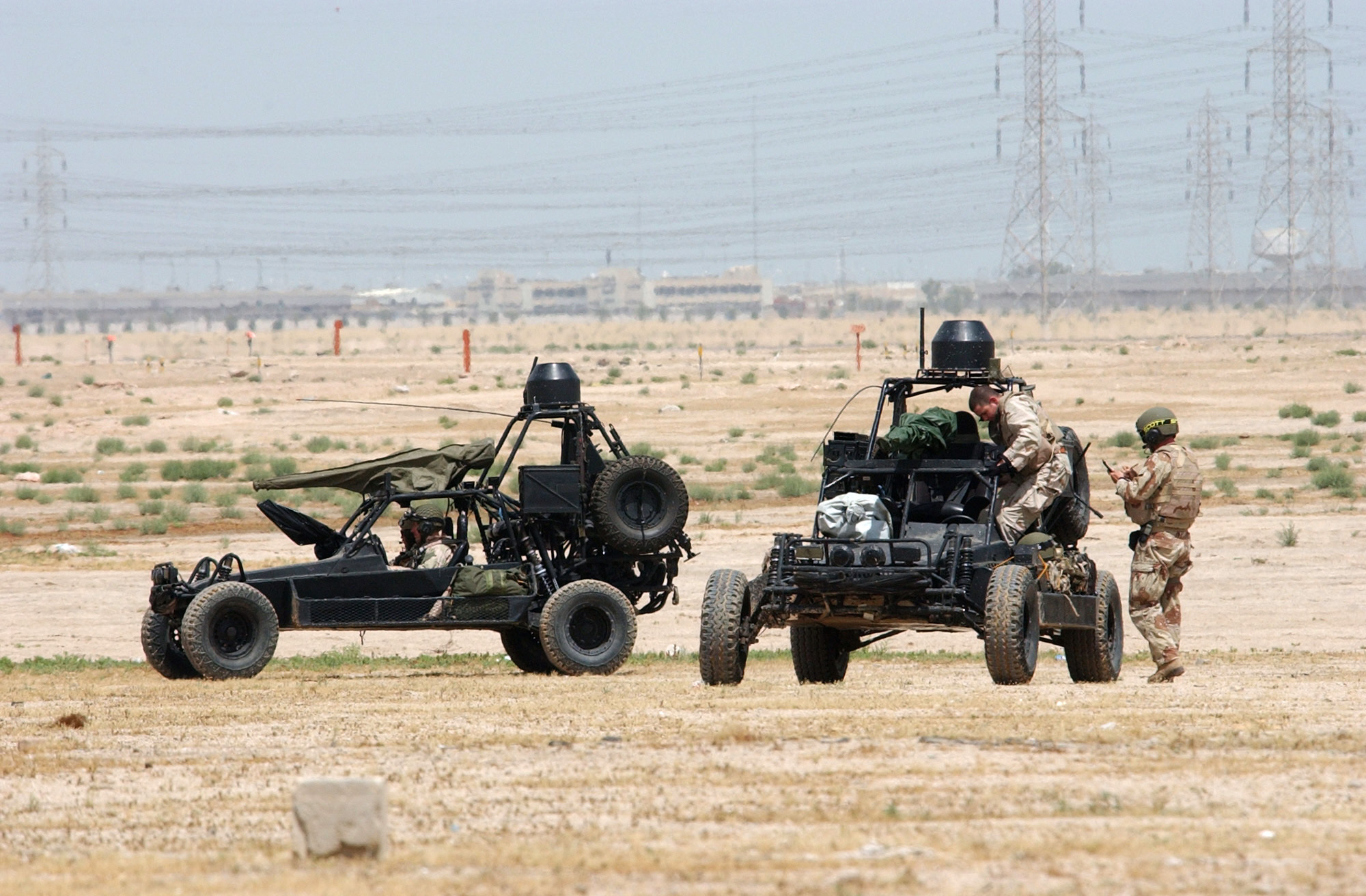
Żołnierze US Navy SEALs przygotowujący się do misji.

Desert Patrol Vehicle (DPV), znany również jako Fast Attack Vehicle (FAV), to szybki, lekko opancerzony łazik pustynny, najczęściej konstrukcji ramowej, mający czasem w ogóle nieopancerzony silnik i częściowo tył, po raz pierwszy wykorzystywany w 1991 roku podczas wojny w Zatoce Perskiej. Obecnie pojazdy DPV są wykorzystywane jedynie przez trzeci oddział United States Navy SEALs stacjonujący na Bliskim Wschodzie.